# Ortsneckname

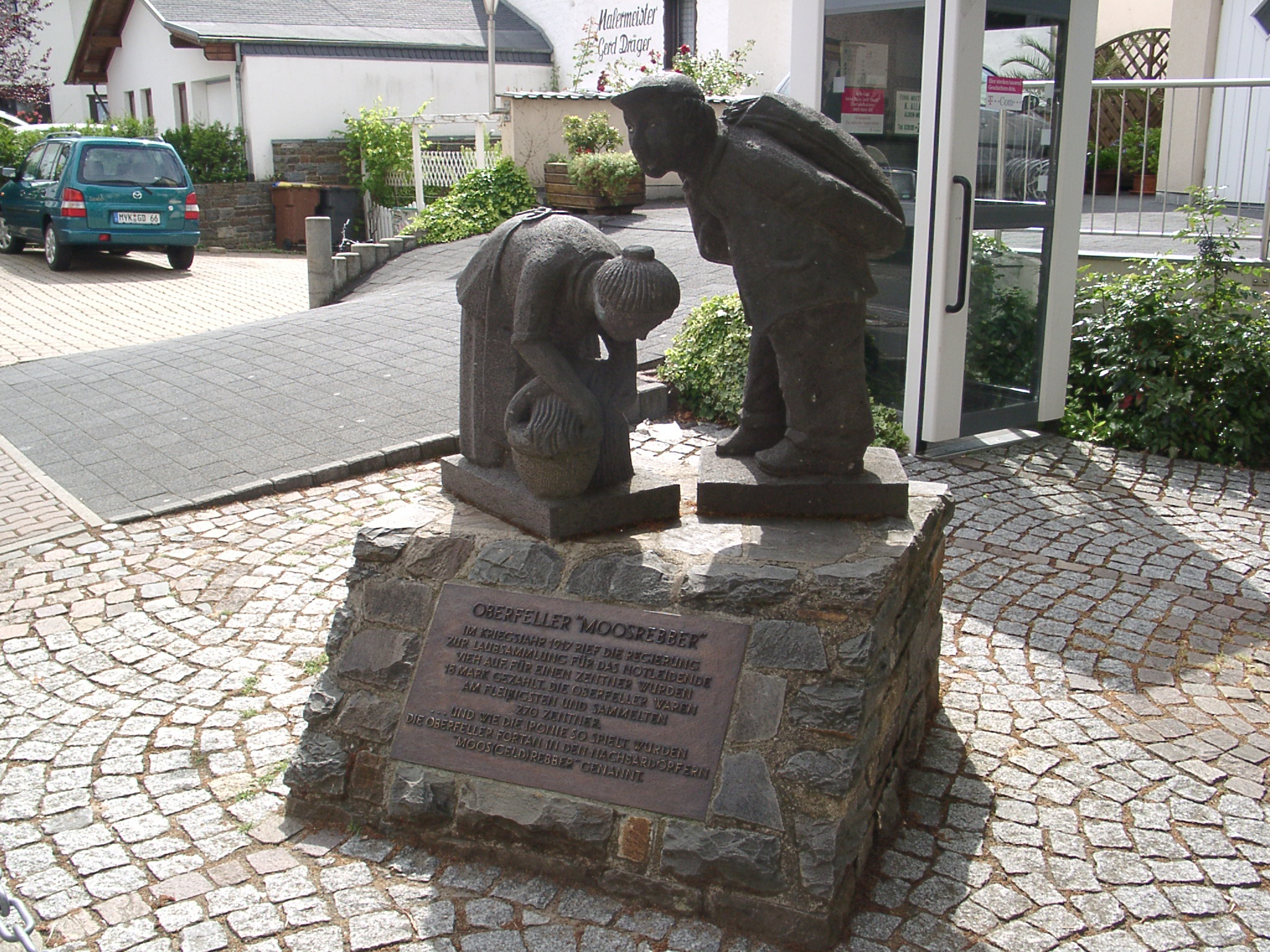
An den aus dem Kriegsjahr 1917 stammenden Necknamen Moosrebber der Oberfeller erinnert ein Denkmal in dem Moselort.

Ein Ortsneckname, Spitzname (auch Ortsneckerei, Uzname oder niederdeutsch Terneidsname) ist die scherzhafte Bezeichnung der Ortseinwohner durch die Bevölkerung benachbarter Orte. Die Namensgebung liegt meist im Dunklen. Sie soll sich auf Grund besonderer Begebenheiten, hervorstechender Eigenschaften oder Gewohnheiten der Bewohner herleiten und sind in der Regel in der örtlichen Mundart entstanden. Mit dem Orts-Spitznamen wird/wurde jeder Bewohner(-in) des Ortes bei Neckereien oder Streitereien belegt. In der Regel erzählt man sich eine schwankhafte Geschichte (nicht selten aber auch mehrere, voneinander abweichende), die den Ortsnecknamen erklärt (vergleichbar einer ätiologischen Erzählung).
In der Ethnologie werden solche (oft gegenseitigen) spöttischen Beziehungen von Volksgruppen joking relationships genannt. Deutschsprachige Ortsnecknamen sind in Deutschland und Österreich – oft in mundartlichen Ausprägungen – weit verbreitet.

## Beispiele
- Bremen: Die Bewohner des Buntentors wurden zeitweise Geelbeen (niederdeutsch für Gelbbein) genannt, da in der schweren Versorgungslage nach dem Zweiten Weltkrieg ein lebhafter Schmuggel aus dem Bremer Hafen- und Freihafen-Bereich entstand, unter anderem auch von Tabak, der unter der Kleidung versteckt war und die Haut gelb färbte.
- Darmstadt: Heiner; daher auch die Bezeichnung Heinerfest für das Darmstädter Stadtfest. Bewohner von Darmstadt-Bessungen dagegen heißen Lappinge.
- Eschwege: Die Einwohner der Stadt werden Dietemänner genannt.
- Hannover: Die Bewohner Lindens werden auch Butjer (von Niederdeutsch buten „draußen“) genannt, weil Linden bis zur Eingemeindung nach Hannover „draußen vor der Stadt“ lag.[1]
- Klagenfurt: Da der slowenische Name der Stadt Celovec ist, werden die Bewohner der Kärntner Landeshauptstadt gerne Zlotzer, Zlotzalan oder Zlotzendorfer genannt, besonders in der konkurrierenden zweitgrößten Kärntner Stadt Villach.[2]
- Koblenz: Schängel – Während der Franzosenzeit (1794–1814) entstandener Begriff vom französischen Namen Jean (in Koblenzer Mundart damals Schang ausgesprochen) abgeleitet. Gemeint waren damit ursprünglich die von den Franzosen abstammenden Kinder deutscher Mütter. Über die Zeit entwickelte sich hieraus schließlich Schängel.
- Niederroßla: Die Einwohner Niederroßlas im Weimarer Land (Thüringen) werden von den Bewohnern der umliegenden Gemeinden „Elefantenkitzler“ genannt. Diese Bezeichnung geht zurück auf ein kurioses und aufsehenerregendes Ereignis im Jahr 1857 mit einem Elefanten namens Miss Baba. Die Attraktion eines im Ort übernachtenden Schaustellers hatte sich an Runkelrüben überfressen und drohte zu verenden. Da die Gemeinde zur damaligen Zeit für die „Entsorgung“ des Kadavers hätte aufkommen müssen, wurde das verendende Tier mit Stöcken vor die Gemeindegrenze getrieben, wo es verstarb. An dieser Stelle steht heute ein Gedenkstein. Miss Baba ist ferner im Ortswappen abgebildet und alle 25 Jahre wird seitdem im Ort das Elefantenfest gefeiert.
- Nordheim: Die Einwohner von Nordheim (Württemberg) werden als Glockastupfr (Glockenstupfer) bezeichnet. Im Mittelalter hat die Ortsbevölkerung laut einer Anekdote bei anrückenden Feinden Wertgegenstände im nahen Neckar versenkt, um diese zu schützen. Darunter auch die Glocke der Kirche. Nach Abzug der feindlichen Truppen musste die Glocke erst wieder geborgen werden, was bedeutete, mit langen Stangen nach der Glocke zu suchen (nach der Glocke stupfen). Heute erinnert ein Brunnen im Ortskern an diese Geschichte.
- Nürtingen: Die Einwohner Nürtingens wurden scherzhaft „Heckschnärren“ (bezieht sich auf den „Wachtelkönig“) und – ab der Zeit der Textilindustrialisierung – „Stricknadeln“ genannt. Die Nürtinger SPD verleiht daher jedes Jahr am Aschermittwoch das „Ei der Heckschnärre“.
- Rieneck: Die Bewohner Rienecks werden seit jeher Göikel genannt (ostfränkisch für Gockel). Interessanterweise findet sich mit einer fiktiven Geschichte im Historienroman „Mangold von Eberstein – Des Bilderbuches Ritter, Tod und Teufel anderer Teil“ von Hans Freiherr von Hammerstein untypischerweise eine literarische Quelle. Im genannten Werk lädt der Graf von Rieneck im Jahre 1521 zu einem bunten Fasenachts(Faschings)treiben zu Herrenfassnacht ein. Das Wappentier der Rienecker – den Schwan – nimmt sich der ebenfalls teilnehmende Graf von Thüngen als Basis für sein Kostüm, natürlich nicht ohne sich über den „Rienecker Schwan“ lächerlich zu machen: Er kommt als „Göikel“. Heute nennen sich die Rienecker nicht ohne Stolz (siehe Umwertung) selbst „Göikel“; unter anderem bildet der Begriff die Eigenbezeichnung des „Rienecker Fasenachtskomitee 'Die Göikel' e. V.“; die Geschichte selbst ist Anlass für den im Jahr 2021 geplanten und wegen der Corona-Pandemie auf das Jahr 2025 verschobenen Historischen Fasenachtszug.
- Salzburg: Die Bewohner der Stadt Salzburg sind österreichweit als „Stierwascher“ bekannt. Eine vor Ort bekannte Version des in mehreren Varianten kursierenden Stierwascher-Histörchens bezieht sich auf die Ära der frühneuzeitlichen Bauernaufstände. Als die Bewohner der belagerten Stadt kaum noch Vorräte hatten, führten sie das letzte noch verbliebene Schlachttier, nämlich einen braun gefleckten Stier, an die Festungsmauer heran, um ihn den Belagerern zu präsentieren. Jeden Tag wurde der Stier nun mit einer anderen Farbe angestrichen und vorgezeigt, womit den Belagerern signalisiert werden sollte, dass es in der Stadt noch reichlich zu essen gäbe. Solcherart getäuscht, brachen diese die Belagerung ab. Nach diesem Täuschungsmanöver führten die Salzburger den Stier zur Salzach hinab und wuschen ihn so lange, bis wieder die natürliche Farbe seines Fells zum Vorschein kam.[3]
Nach einer anderen Version hätten die Salzburger einst einen schwarzen Stier weiß waschen wollen.[4]

## Umwertung

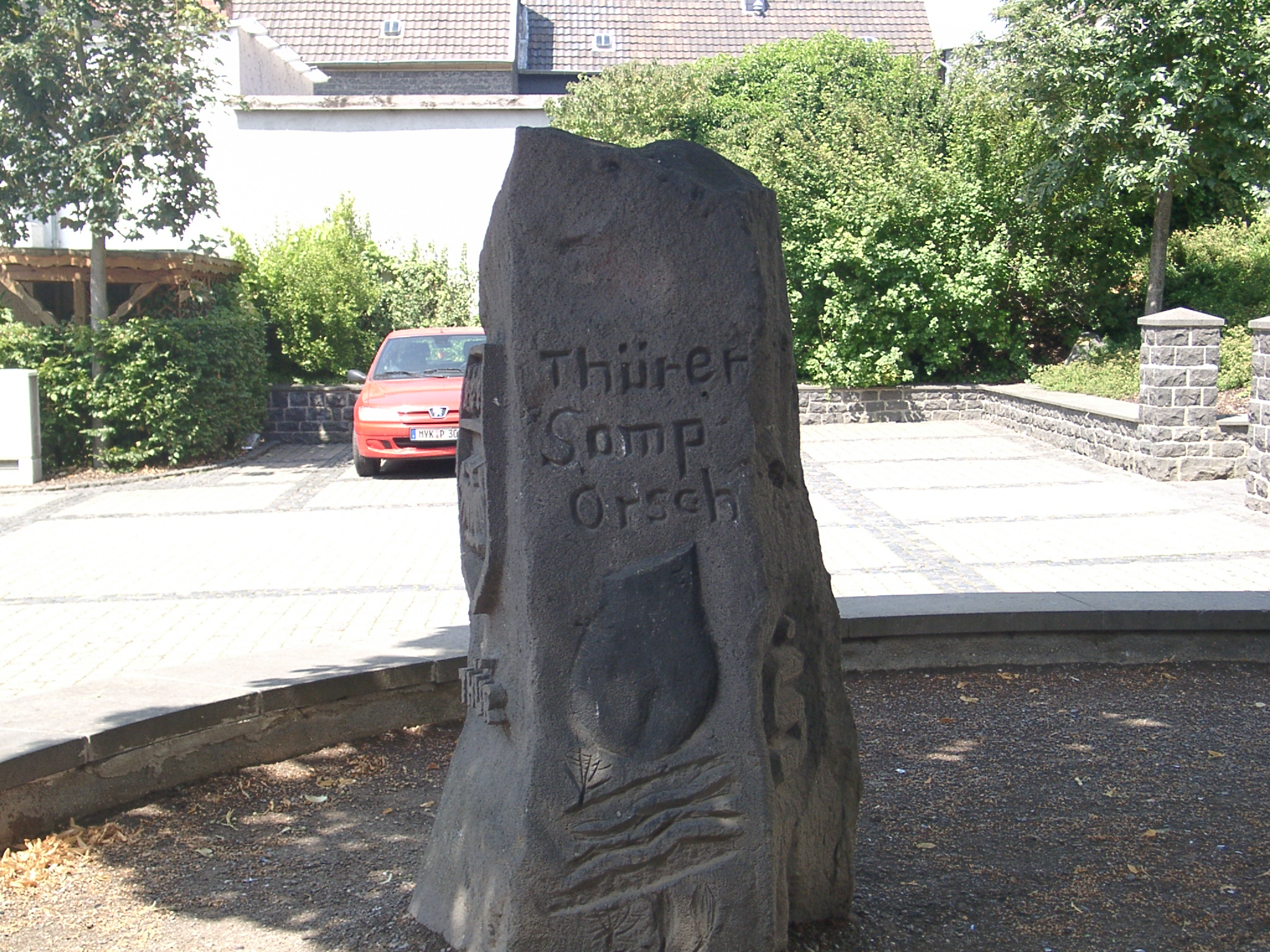
Denkmal für die Thürer Somporsch

Ursprünglich meist höchst abfällig gemeint, wurden die Ortsnecknamen im 20. Jahrhundert häufig von den Verspotteten selbst aufgegriffen und mit Stolz als Teil ihrer Identität betrachtet (siehe auch Geusenwort). Als Beispiel für das Wechselspiel von positivem Selbstbild und Negativ-Stereotyp nennen sich die „eingefleischten“ Fellbacher stolz Moiekäfer (Maikäfer), während sie Neubürger abfällig als Engerlinge bezeichnen. Gelegentlich sind den Ortsnecknamen moderne Denkmal-Skulpturen gewidmet.

## Forschungsgeschichte
Die maßgebliche volkskundliche Monographie hat Hugo Moser vorgelegt. In den letzten Jahren erscheinen vor allem in Süddeutschland populär ausgerichtete Bücher mit Necknamen-Sammlungen (z. B. David Depenau 2001–2004).